# Вовченко, Даниил Максимович
Даниил Максимович Вовченко (род. 4 апреля 1996, Череповец, Вологодская область) — российский хоккеист, нападающий магнитогорского «Металлурга», выступающего в КХЛ. Мастер спорта России (2025).

## Биография
Воспитанник школы родного Череповца. В юном возрасте стал выступать на уровне региональных первенств в составе команды «Северсталь» своей возрастной категории. Также на юношеском уровне пробовал свои силы в петербургских командах «Нева» и «Форвард», где выступал на межрегиональных первенствах, но возвращался в родной город. В январе 2012 года был приглашён в состав юношеской сборной России для участия в Зимних юношеских Олимпийских играх, которые проходили в австрийском городе Инсбрук. На этом турнире сборная России завоевала второе место. В ноябре 2012 года стал привлекаться к играм за юниорскую сборную России, в составе которой принял участие в «Турнире 4-х наций». В 2013 году был вызван в сборную России U17 для участия в 11-м Европейском зимнем юношеском Олимпийском фестивале, который проходил с 18 по 22 февраля в румынском городе Брашов. В этом турнире юноши из России заняли второе место. Был приглашён в состав юниорской сборной страны для участия в Мировом кубке вызова. К тому времени Вовченко уже начал свои выступления в составе молодёжной команды «Алмаз» на уровне Молодёжной хоккейной лиги. В 2014 году в составе молодёжной сборной страны стал победителем Молодёжной суперсерии. Был вызван в состав сборной «Запада» на Кубок вызова МХЛ 2015, проходившем в родном Череповце, по итогу которого завоевал трофей с командой.
В сезоне 2015/2016 29 сентября 2015 года Вовченко дебютировал в основном составе «Северстали» в КХЛ. Это событие пришлось на домашний матч череповчан против казахстанского «Барыса». В этой же игре забросил свою первую шайбу в Континентальной хоккейной лиге. На уровне МХЛ в составе «Алмаза» Вовченко выступал до 2017 года и за это время провёл 193 игры (включая матчи плей-офф), в которых забросил 82 шайбы и отдал 68 результативных передач.
5 декабря 2023 года объявлено о переходе в «Металлург» Магнитогорск. 28 декабря 2023 года сделал хет-трик в гостевом матче против «Ак Барса» (4:1). В апреле 2024 года стал обладателем Кубка Гагарина.

## Достижения
- Обладатель Кубка Гагарина (2024)[4].